# Првенство Србије у рагбију 2009/10.
Првенство Србије у рагбију 2009/10. је било 4. издање првенства Србије у рагбију 15. 
Титулу је четврти пут за редом освојио Победник.

## Учесници
|   | Тим                                   | Тренер         | Капитен           |
| - | ------------------------------------- | -------------- | ----------------- |
| 1 | Краљевски београдски рагби клуб       | Божидар Јелић  |                   |
| 2 | Партизан                              | Драган Грујић  | Александар Крстић |
| 3 | Победник                              | Милан Растовац | Марко Капор       |
| 4 | Војводина                             |                |                   |
| 5 | Крушевац                              |                |                   |
| 6 | Жарково                               |                |                   |
| 7 | Рагби клуб Гвоздена тврђава Смедерево |                |                   |
| 8 | Резервни тим Победника                |                |                   |

| Шампион Србије у рагбију 2010. |
| ------------------------------ |
| Рагби клуб Победник 4. титула  |